# 12220 Семенчур
12220 Семенчур (12220 Semenchur) — астероїд головного поясу, відкритий 20 жовтня 1982 року.
Тіссеранів параметр щодо Юпітера — 3,610.